# Китятки альпійські
{{#ifeq:0|0|{{#if:Polygala alpestris|{{#if:|[[]}}|[[]]}}}}
Китятки альпійські (Polygala alpestris) — вид квіткових рослин з родини китяткових (Polygalaceae).

## Морфологічна характеристика
Це багаторічна рослина з тонким дерев'янистим каудексом. Стебла 5–15 см заввишки, тонкі, висхідні чи розпростерті. Нижні листки не зібрані в розетки, чергові, вузько-обернено-яйцюваті чи довгасті, тупі; верхні більші за нижні, ланцетні, гострі, 0.5–1 см завдовжки. Суцвіття кінцеві, щільні, 5–20 квіткові. Квітки сині. Плід (коробочка) 3–4 мм завдовжки. Насіння еліпсоїдне, верхівка закруглена, поверхня вкрита білуватими волосками, тьмяна, чорнувата. 2n=34. 

## Поширення
Росте у Європі й Туреччині, у трав'янистих місцевостях, вологих кам'янистих, альпійських і субальпійських зонах.
В Україні росте на високогірних луках в альпійському та субальпійському поясах — у Карпатах, зрідка.